# Home Secretary (musikalbum)
Home Secretary från 2017 är ett musikalbum av Rebecka Törnqvist i samarbete med Johan Lindström..

## Låtlista
Text och musik av Rebecka Törnqvist och Johan Lindström om inget annat anges.
1. ’’Rosemary & Mathematics’’ – 3:51
2. ’’The Winds’’ – 4:02
3. ’’For Show’’ – 2:20
4. ’’Home Secretary’’ – 2:17
5. ’’Paradise’’ – 1:41
6. ’’Heart Is All Around You’’ – 5:14
7. ’’Heights’’ – 2:22
8. ’’It’s A Sunny Day’’ – 4:15
9. ’’Hopefully Dealing With (Claude)’’ – 1:44
10. ’’Sidewalk Signs’’ – 3:51
11. ’’Rivers Are Wider’’ – 2:29

## Medverkande
- Rebecka Törnqvist – sång
- Mariam Wallentin – sång (spår 2)
- Julia Spada – sång (spår 6)
- Johan Lindström
- Per ”Texas” Johansson – saxofon